# Bruto Mancini
Bruto Mancini (Roma, 1º aprile 1880 – Roma, 17 febbraio 1960) è stato un funzionario, magistrato e politico italiano.
Entrato nella pubblica amministrazione nel 1903, inizia la carriera come impiegato semplice al ministero dell'agricoltura, dell'industria e del commercio. Entra in seguito alla Corte dei conti, dove rimane per oltre venti anni raggiungendo le qualifiche di consigliere e di presidente della III sezione. Antifascista da sempre, diventa senatore a vita senza alcuna benemerenza politica, solo per l'aver raggiunto nel 1939 i sessant'anni e non essendoci altri funzionari della corte coi requisiti necessari per la nomina. L'Alta Corte di Giustizia per le Sanzioni contro il Fascismo lo dichiara decaduto con sentenza del 30 ottobre 1944, revocata con successiva decisione del 9 agosto 1946. 